# Fortuna (Spanyolország)
Fortuna egy község Spanyolországban, Murciában. Fortuna Murcia, Abanilla, Molina de Segura, Blanca, Abarán, Jumilla, Orihuela és Santomera községekkel határos. Lakosainak száma 11 183 fő (2024).

## Népesség
A település népessége az elmúlt években az alábbi módon változott:
| Lakosok száma | 6991 | 7707 | 8939 | 9583 | 10 098 | 9714 | 10 049 | 10 112 | 10 843 | 11 183 |
|               | 2001 | 2004 | 2007 | 2009 | 2012   | 2014 | 2017   | 2019   | 2022   | 2024   |